# موراماتسو، نیگاتا
موراماتسو، نیگاتا (به لاتین: Muramatsu) یک منطقهٔ مسکونی در ژاپن است که در Hokuriku region واقع شده‌است. موراماتسو ۱۹٬۸۱۷ نفر جمعیت دارد.